# Alan Hutton
Alan Hutton (Glasgow, 30 de novembro de 1984) é um ex-futebolista escocês que atuava como lateral-direito.